# Stigmatoechos arctica
Stigmatoechos arctica är en mossdjursart som först beskrevs av Arnold Girard Kluge 1946.  Stigmatoechos arctica ingår i släktet Stigmatoechos och familjen Stigmatoechidae. Inga underarter finns listade i Catalogue of Life.